# Manuel Ciavatta
Manuel Ciavatta (ur. 27 grudnia 1976 w San Marino) – sanmaryński polityk i nauczyciel, parlamentarzysta, kapitan regent San Marino w kadencji od 1 października 2022 do 1 kwietnia 2023 (wraz z Marią Luisą Berti).

## Życiorys
Ukończył studia z inżynierii budownictwa na Uniwersytecie Bolońskim, a także na kierunku teologia. Zawodowo pracował jako nauczyciel fizyki i przedmiotów technicznych w stołecznym San Marino. Zaangażował się w działalność Chrześcijańsko-Demokratycznej Partii San Marino, w 2017 wszedł w skład jej władz centralnych. W latach 2012–2016 i ponownie od 2019 zasiadał w Wielkiej Radzie Generalnej. We wrześniu 2022 wybrany na jednego z dwóch kapitanów regentów San Marino na półroczną kadencję rozpoczynającą się z dniem 1 października 2022. 